# بنو موهب (دهستان)
 بنو موهب  به عربی ( بنو الموهب )، دهستانی است در عزلهٔ (الشرقیة)، در ناحیهٔ (عفار)، از توابع استان ذَمار در کشور یمن در شبه جزیره عربستان.

## جمعیت
جمعیت این دهستان در حدود (۳۰ خانوار) و (۴۶۹۶) نفر می‌باشد. 

## روستاها
روستاهای توابع این دهستان عبارتند از:
- روستای صبر
- روستای بیت الحَجر
- روستای بنی سریع
- روستای الوجرة
- روستای بیت وَهَب
- روستای جَرع

این دهستان منسوب به:(موهب بن جمیلة الفئش بن الحجر) است.

## منبع
- المقحفی، ابراهیم، احمد ، (مُعجَم المُدُن وَالقَبائِل الیَمَنِیَة) ، منشورات دار الحکمة، صنعاء، چاپ پنجم، وانتشار سال ۱۹۸۵ میلادی به (عربی).